# Kanton Castillon-en-Couserans
Castillon-en-Couserans is een voormalig kanton van het Franse departement Ariège. Het kanton maakte deel uit van het arrondissement Saint-Girons.
Het kanton werd bij toepassing van het decreet van 18 februari 2014 op 22 maart 2015 opgeheven en met 4 gemeenten van het kanton Saint-Girons samengevoegd tot het kanton Couserans Ouest.

## Gemeenten
Het kanton Castillon-en-Couserans omvatte de volgende [gemeenten:
- Antras
- Argein
- Arrien-en-Bethmale
- Arrout
- Aucazein
- Audressein
- Augirein
- Balacet
- Balaguères
- Bethmale
- Bonac-Irazein
- Les Bordes-sur-Lez
- Buzan
- Castillon-en-Couserans (hoofdplaats)
- Cescau
- Engomer
- Galey
- Illartein
- Orgibet
- Saint-Jean-du-Castillonnais
- Saint-Lary
- Salsein
- Sentein
- Sor
- Uchentein
- Villeneuve